# Capnosema celidota
Capnosema celidota är en fjärilsart som beskrevs av Antonius Johannes Theodorus Janse 1958. Capnosema celidota ingår i släktet Capnosema och familjen stävmalar. Inga underarter finns listade i Catalogue of Life.